# Россия перед Вторым пришествием
«Россия перед Вторым пришествием» — антология, составленная российским писателем-монархистом Сергеем Фоминым, посвящённая эсхатологической тематике и излагающая в том числе концепцию «жидомасонского заговора». Первое издание выпущено в 1993 году издательством Троице-Сергиевой лавры. Затем книга четыре раза переиздавалась в дополненном и исправленном виде. Наиболее популярная в радикальных кругах православная книга, посвящённая эсхатологическим ожиданиям.

## Составитель
Фомин был сторонником идей Сергея Нилуса. Как и последний, он разделял подлинность «Протоколов сионских мудрецов», которые, по выражению его бывшего коллеги и единомышленника А. А. Щедрина, «приоткрыли завесу над тайной беззакония и возвестили православному миру о зловещей роли мирового талмудического жидовства в подготовке и устройстве всемирного царства антихриста». Также он стремился реабилитировать свастику, которую считал важным христианским символом.

## Издания
Первое здание вышло в 1993 году в издательстве Троице-Сергиевой лавры масштабным тиражом 100 тысяч экземпляров. Второе дополненное издание выпущено в 1994 году в Москве в издательстве Родник тиражом в 20 тысяч экземпляров. Это было богато иллюстрированное издание, несколько раз перевыпущенное издательствам и «Серда-Пресс» (1998 , 1999) и «Адрес-Пресс» (2001) тиражами соответственно 25 тысяч, 25 тысяч и 10 тысяч. Снова дополненное третье издание вышло в двух томах в «Обществе Святителя Василия Великого» (1998 и 2002) тиражом 11 тысяч и 6 тысяч. В 2005 году выпущено новое переработанное издание тиражом 10 тысяч. 2013 году оно было переиздано тиражом 7 тысяч. В 2011 году выпущено переиздание второго издания. Выходили журнальные и газетные версии книги, а также пиратские издания. Так, Фомин принимал участие в сборнике А. А. Боброва. Сделанные им подборки пророчеств опубликованы в газете «Русский вестник», в альманахах «Град Китеж» и «К Свету» и в журнале «Наш современник».
По словам самого Фомина, рукопись прочитал и одобрил авторитетный архимандрит Кирилл (Павлов), духовник Троице-Сергиевой лавры. Позднее составитель получил благословение архиепископа Иваново-Вознесенского и Кинешемского Амвросия (Щурова) и епископа Тульчинского и Брацлавского Ипполита (Хилько).

## Содержание
Р. Багдасаров в предисловии к третьему изданию книги писал, она должна стать «хрестоматией для изучения священной истории православных народов». Книга включает ряд тематических разделов, каждый содержат большое количество цитат из высказываний деятелей церкви, церковных людей и православных подвижников, а также цитаты светских православных мыслителей, журналистов и некоторых западных консерваторов. Согласно помещённой в книге библиографии, в своих автор вслед за Нилусом опирался на публикации ряда черносотенцев и антисемитов. В антологию включены много материалов, ранее опубликованных в альманахах «Царь-Колокол» и «К Свету». Книга содержит рассуждения раннесредневековых церковных деятелей о происхождении антихриста из «колена Данова», а также комментарии современного православного монархиста Михаила Назарова, сторонника теории «жидомасонского заговора».
Материал подобран так, чтобы доказать представления составителя о путях спасения России, её роли в мире, месте императорской власти, о врагах этой власти и врагах России. Составителем сохранялась внешняя беспристрастность, он стремился дистанцироваться от приводимых им мнений. Справочный аппарат составлен таким образом, что не всегда возможно определить авторство отдельных пассажей и разделить высказывания составителя от рассуждений авторов обширных цитат. В целом книга передаёт такую церковную версию, которая постулирует инволюцию, движение от золотого века к катастрофе последних времён.
Главными врагами России и православной церкви названы «жиды и масоны» и Запад в целом. Французская революция и более поздние революционные события в Европе рассматривались как дело «масонов и жидов». Убийство царской семьи подан не как результат социально-политического переворота, а как следствие «иудейского заговора». В данном контексте это преступление выглядит как «ритуальный акт». В XIX века русскими священнослужителями предсказывался приход антихриста с Запада, эту версию воспроизводила антология. Ряд пророчеств обещал России «жидовское иго». Для включенных в антологию авторов и для самого составителя важны были знамения, указывающих на скорый приход антихриста, многие из которых связывались с деятельностью евреев. Среди знамений были различные политические события, как в России, так и в мире, мифы и слухи, включая планы воссоздания Храма Соломона в Иерусалиме, слухи о возможном воссоздании Синедриона, а также такие происшествия, как поломка крестов и вандализм на христианских кладбищах.
Для обсуждения знамений, указывающих на скорый приход антихриста, многие из которых связывались с деятельностью евреев, Фомин включил во второе издание (1994) антологии новый раздел «Тайна беззакония», полностью посвящённый разрушительной деятельности «врагов церкви», в том числе евреев и масонов. Дополнительные аргументы против масонов и евреев, были включены и в другие разделы книги. Так, там содержалось заявление русских священников, сделанное в 1918 году о том, что после революции Россия была подчинена «еврейско-масонским организациям», которые готовили приход «антихриста в виде интернационального царя». Это издание включало большое количество приложений, цитировавших ряд антисемитских памфлетов и пропагандировались «Протоколы сионских мудрецов» и ряд других фальсификаций. Фомин разделял евреев на два лагеря: первые вместе с неевреями составляли Новозаветную церковь, вторые оставались «талмудистами». Последних именовал «жидами». По его словам, они ожидают антихриста. Тревогу ряда священнослужителей, мнения которых приведены в книге, вызывали также широкая проповедь Евангелия во всём мире и объединение церквей, что вело к победе экуменизма, и, в их восприятии, к упадку веры, отпадению священства и возрастанию популярности лжепророков, в том числе в рамках новых религиозных учений. Всё это понималось как предвещающее приход антихриста.
В контексте эсхатологических ожиданий современных монархистов тысячелетнего русско-славянского царства издание 1994 года приводит известный апокриф, который помещик Николай Мотовилов приписывал своему собеседник Серафиму Саровскому: «Россия сольется в одно море великое с прочими землями и племенами славянскими … Грозное и непобедимое царство всероссийское, всеславянское — Гога Магога, пред ним все народы в трепете будут».
В третьем издании (2002) материал был существенно переработан и расширен. По мысли составителя, книга теперь должна была излагать священную историю: от христианской истории Византии (Второго Рима) и России (Третьего Рима) до конца этой истории — до 1917 года в первом томе, а также о «постистории» — во втором. Фомин включил в издание идеи ряда псевдоисторических авторов о «стране гипербореев» и об «арийстве» славян, что трактовало историю как конфронтацию «арийцев» и «семитов» и смещало книгу от христианского дискурса к этнорасовому. Составитель обратился к псевдоисторическим идеям Льва Гумилёва и Вадима Кожинова о «зверствах хазарских инструкторов». Фомин использовал это сюжет, чтобы продемонстрировать «вековые злодеяния иудеев» и установить конспирологическую связь «талмудистов», маздакитов, тамплиеров, теософов и масонов. С доверием он обращается к обвинительным материалам дела Бейлиса, которые, по его мнению, служат доказательствами «вековой войны иудеев с христианством». Он ссылается на ряд авторов, стремившихся показать, что «еврейские банкиры и сионистские лидеры» руками западных политиков желают уничтожить российский народ. Они занимают место среди «тёмных сил», нападающих на Россию под управлением дьявола. Цитируются церковные авторы конца XIX — начала XX века, обвинявшие евреев в цареубийстве, организации революционных выступлений и стремлении поработить мир.
Во втором томе скифы отождествляются с русскими, в качестве реальных поданы их вымышленные схватки с войском Иуды Маккавея. Речь шла об извечной вражде русских с иудеями и справедливости претензий России на византийское наследство, в том числе на обладание Константинополем, Сирией и Палестиной. Затем излагаются антизападнические и антиинтеллектуальные консервативные концепции как русских церковных, так и светских авторов, а также некоторых западных консерваторов — Эдмунда Бёрка, Жозефа де Местра и др.). Так, «вечная конфронтация русских с иудеями» постепенно трансформируется в «вечный антагонизм Востока и Запада», а образы иудеев и Запада сливаются. Святая Русь представлена нищей, но гордой, что есть «доля русского народа» под защитой церкви и самодержавия. Всё это собранные в книге авторы считали необходимым распространить в остальном мире. Далее делались попытки доказать, что падение царской России произошло по вине евреев и безродности русской интеллигенции, и лишь русский царь был способен удержать мир от прихода антихриста. По этой причине «талмудисты» и совершили «ритуальное» убийство царской семьи.
«Тайна беззакония в действии» была сокращена и перенесена в раздел, посвящённый второй половине 1980-х годов и 1990-м годам. Там автор пытался доказать, что Запад, где вера пришла к упадку, «прогнулся» перед иудеями, тогда как в России начато наступление на православие также с участием иудеев. Однако, по словам ряда священнослужителей, России предстоит пережить краткий расцвет православной веры, после чего придёт антихрист. Во втором и третьем изданиях приводились пророчества, что под конец иудеи узрят обман, раскаются и обратятся к Христу. Во втором издании этот раздел начинался словами Евангелия от Иоанна «Ваш отец дьявол» (Ин. 8:44). Большую часть раздела об обращении иудеев с составляли их обвинения со стороны церковных деятелей, богословов и светских антисемитов вплоть до идее наследственной, генетической, передаче религии и заявлений, что «талмудизм» для евреев есть врожденное качество. Здесь же помещены толкования слов апостола Павла «весь Израиль спасется»; подобранные цитаты подводили к тому, что спасутся только «истинные евреи», а большинство из них погибнет. Образ антихриста сопровождался подборкой мифов о его происхождении из колена Данова.
В приложениях к обоим томам помещались очерки православного писателя В. И. Карпеца, где предпринята попытка выстроить «арийскую» (гиперборейскую) генеалогию славян и царской власти. Автор самостоятельно интерпретировал археологические данные и утверждал, специалисты не могут их понять. Утверждалось, что Русь являлась православной ещё до прихода Рюрика, а славяне в первобытную эпоху составляли почти всё основное население Европы и были родственны с троянцам и этрускам. Карпец использовал ряд ненаучных источников, включая эзотерические, а также поддельную «фризскую» хронику «Ура-Линда». Также в приложении ко второму тому имеются пространные цитаты, демонизирующие евреев и Талмуд, утверждающие об их «человеконенавистничестве» и стремлении «убить христиан». Имеются тексты, продвигающие «кровавый навет», а также публикации известных антисемитских фальсификаций, включая выдержки из «Протоколов».
Новое переработанное издание книги вышло в 2005 году. Благословение книги двумя епископами придало изданию дополнительный вес и в то же время стало причиной большей осторожности составителя. Из книги было исключено большое количество малообоснованных суждений и псевдонаучных идей. Теперь издание в большей мере опиралось на традиционные церковные трактовки священной истории. Согласно пожеланию рецензентов, составитель уже в самом начале отметил трудность понимания текста «Апокалипсиса», предостерёг от неосторожного его толкования и от рискованного сопоставления предсказаний из этого текста с событиями реальной истории. Он призывал воздерживаться от самостоятельных выводов из текста, поскольку даже отцы Церкви различно толковали тёмные её места, хотя, как утверждал священник Серафим (Роуз), все они были по-своему правы. Фомин отдал предпочтение толкованиям русских священнослужителей и богословов, но указывал, что и у них имеются разногласия, в том числе в понимании «удерживающего». В то же время, по мнению составителя, рядовым верующим следует знать эту книгу, поскольку, по его мнению, с XX века наступили апокалипсические времена, везде господствует «тайна беззакония» и близится пришествие Христа. Эти заявления опирались на идеи Нилуса и единомышленников последнего. Однако точной даты никому знать не дано.
В этом издании приводилась традиционная версия, что иудеи примут антихриста за Мессию, но потом поймут обман и обратятся к Христу. К числу агентов «тайны беззакония» относились католики и протестанты, в давние времена отклонившиеся от «истинной веры». В тот ряду ставились теософия и экуменизм. Оплотом «истинного христианства» была названа Россия, которой суждена роль главного препятствия на пути антихриста. Давались ссылки на мнения авторитетов из русских священников, которые считали «удерживающим» Российскую церковь и Российское государство. Хотя в начале книги составитель предупреждал не спешить отождествлять священные символы с окружающими реалиями, размещённые далее тексты говорили, что признаки близости антихриста следует замечать в большом количестве явлений, включая новые научные технологии — компьютеризацию, биометрические отпечатки, электронные деньги, телевизионные трюки и др. Знамения о приближении антихриста связывались также с иудеями и вопросом Третьего храма. Приводились мифы, что раввины объявили наступление подходящего времени для его восстановления, ведутся необходимые для этого приготовления, включая сбор средств, выращивание «рыжих жертвенных коров» др. Утверждалось, что после возникновения Израиля и возвращения евреев для их сплочения необходимо возвести Третий храм, именно в этом Храме в виде Владыки мира суждено сесть антихристу. Всё это направлено против христиан и, в первую очередь, русских. В качестве основы для этих сведений Фомин использовал не идеи журналистов и любителей, которые он нашёл в интернете. Повторялась идея происхождения антихриста из колена Данова.
Фомин пошёл навстречу пожеланиям богословов, добавив в это издание упоминание о «необычайной религиозности» евреев, за что они были любезны Богу, и о том, что из числа евреев происходят Богоматерь, пророки и первые христианские святые и мученики. В то же время утверждалось, что среди евреев есть много богоборцев, в иудаизм есть «сатанизм», включивший соединение «Моисеева закона, Талмуда и каббалы». Это стало «извращением Моисеева закона» и было намеренно осуществлено «вождями и учителями Израиля» с целью ввести еврейский народ в заблуждение. Причём говорилось, что иудеи начали поклонение «князю тьмы» ещё до того, как явился Христос и был ими отвергнут. Источником для всех этих антиеврейских идей стало письмо Александру Меню, приписываемое митрополиту Антонию и публиковавшееся ранее на страницах альманаха «Царь-Колокол». Кроме антиеврейских идей Фомин включил в свою антологию и ряд версий конца света от известных и авторитетных церковных деятелей, которые не упоминали иудеев в связи со временами антихриста.
Борьба за мир и безопасность, и против расовой, национальной и религиозной дискриминации была объявлена «соблазнами» и связывалась с деятельностью антихриста. Говорилось, что в этом деле антихриста поддержат те, «кому ненавистна вера в Христа», а их противников, «истинных христиан» объявят «мракобесами». Фомин положительно относился к пророчествам русских подвижников об особой или счастливой судьбе России, тогда как пророчества на тему несчастий и катастроф в России им порицались как вводившие народ в заблуждение. Положительно он воспринимал пророчества о крушении США, разделяя мнение, что «Вавилонской блудницей» является Америка. События 11 сентября 2001 года трактовались им как открывающие путь к созданию Третьего храма.

## Оценки
В церковной среде книга была встречена неоднозначно.
Книга имела большой успех, и, несмотря на крупный тираж, быстро исчезла из книжных магазинов. Выдержки из неё были опубликованы в национал-патриотической прессе. В газете «Русский вестник» выход книги был назван «событием замечательным в нашей жизни».
Многие рецензенты восприняли книгу критически. В основном они критиковали духовную «всеядность» составителя, который объединил неравноценные, с точки зрения христианства, тексты. Многими рецензентами отмечались случайный подбор цитат, цитаты, вырванные из исторического контекста, нарушение их временной последовательности, отсутствие ясных комментариев относительно многочисленных несбывшихся пророчеств, отсылки к рассуждениям, признаваемым церковью ересью. Ряд рецензентов отрицательно восприняли оценки, которые содержатся в комментариях, в том числе нехарактерные для христианина суждения. Всеми рецензентами отмечалось множество противоречивых утверждений, частных ошибок и неточностей.
Отмечались включённые в книгу многочисленные антисемитские пассажи. Традиционные антиеврейские высказывания отцов Церкви, авторитетных священнослужителей и богословов, дополнялись идеями светских мыслителей и эзотериков, включая фашистского философа-эзотерика Юлиуса Эволу. Никакая оценка с точки зрения церковной догматики не проводилась, в результате чего все высказывания подавались как равноправные.

## Влияние
Восприятие книги было вызвано эсхатологическими настроениями в начале 1990-х годов, связанными распадом СССР и последующими негативными событиями, а затем приближением рубежа тысячелетий, что также порождало массовые тревоги. Книга содержала пророчество о возможном приходе антихриста в 1999 году, поскольку цифра 999 воспринималась перевернутой 666 — «число зверя». Этими представлениями объясняется лихорадочная публикация книги в 1998 и 1999 годах сразу в нескольких издательствах, которые обоснованно ожидали большой коммерческой выгоды. Книга способствовала наблюдавшемуся в конце 1990-х годов всплеску антисемитских настроений.
По мнению кинокритика Евгения Баженова, книга оказала значительное влияние на формирование мифа о якобы имевшей место встрече Иосифа Сталина с блаженной старицей Матроной Московской во время битвы за Москву, который был экранизирован в фильме «Мария. Спасти Москву» (2021).